# Levin Gale
Levin Gale (* 24. April 1784 in Elkton, Cecil County, Maryland; † 8. Dezember 1834 ebenda) war ein US-amerikanischer Politiker. Zwischen 1827 und 1829 vertrat er den Bundesstaat Maryland im US-Repräsentantenhaus.

## Werdegang
Levin Gale war der Sohn des Kongressabgeordneten George Gale (1756–1815). Er besuchte die öffentlichen Schulen seiner Heimat. Nach einem anschließenden Jurastudium und seiner Zulassung als Rechtsanwalt begann er in Elkton in diesem Beruf zu arbeiten. Gleichzeitig schlug er eine politische Laufbahn ein. Im Jahr 1816 gehörte er dem Senat von Maryland an. In den 1820er Jahren schloss er sich der Bewegung um den späteren US-Präsidenten Andrew Jackson an und wurde Mitglied der von diesem 1828 gegründeten Demokratischen Partei.
Bei den Kongresswahlen des Jahres 1826 wurde Gale im sechsten Wahlbezirk von Maryland in das US-Repräsentantenhaus in Washington, D.C. gewählt, wo er am 4. März 1827 die Nachfolge von George Edward Mitchell antrat. Da er im Jahr 1828 auf eine erneute Kandidatur verzichtete, konnte er bis zum 3. März 1829 nur eine Legislaturperiode im Kongress absolvieren. Diese war von den heftigen Diskussionen zwischen Anhängern und Gegnern von Andrew Jackson bestimmt. Nach dem Ende seiner Zeit im US-Repräsentantenhaus praktizierte Gale wieder als Anwalt. Er starb am 8. Dezember 1834 in seinem Heimatort Elkton.